# MAN TWO MONTH RADIO
『MAN TWO MONTH RADIO』（マン ツー マンス レディオ）は、2015年4月10日からAG-ON（現在はAG-ON Premium）でオンデマンド配信、超!A&G+では同年4月11日深夜から配信されているインターネットラジオ番組である。
2020年10月からは、超!A&G+金曜23:00の放送が最速放送となった。AG-ON Premium側は翌週月曜17:00に更新される。

## 概要
若手男性声優がソロパーソナリティを務めるラジオ番組。パーソナリティは2ヵ月毎に交代する。
パーソナリティとリスナーが「マンツーマン」で向き合い、ラジオパーソナリティとして成長を目指していく。

## 配信時間

### 現在の配信サイト
超!A&G+
- 2015年4月11日 - 
  - 毎週土曜日 27:30 - 28:00
- 2020年10月2日 -
  - 毎週金曜日 23:00 - 23:30
  - 毎週土曜日(再放送) 27:00 - 27:30

AG-ON Premium
- 2017年4月7日 - 11月24日
  - 毎週金曜日 17:00更新
- 2017年11月29日 - 2018年1月24日
  - 毎週水曜日 17:00更新
- 2018年2月2日 - 
  - 毎週金曜日 17:00更新
- 2020年10月2日 -
  - 毎週月曜日(超!A&G+配信の翌週) 17:00更新

### 終了した配信サイト
AG-ON
- 2015年4月10日 - 2016年12月9日
  - 毎週金曜日 17:00更新
- 2016年12月14日 - 2017年3月29日
  - 毎週水曜日 17:00更新

## 歴代番組
番組タイトル名は、冒頭が配信枠全体のタイトル『MAN TWO MONTH RADIO』で、続いて各パーソナリティの名を冠した代ごとに変わる副題が使用される。
例：『MAN TWO MONTH RADIO （パーソナリティ名）の○○○○』
| 代   | 副題                                              | 開始日         | 終了日         | 回数 |
| ---- | ------------------------------------------------- | -------------- | -------------- | ---- |
| 初代 | 斉藤壮馬のSOマニアック！                          | 2015年4月10日  | 2015年5月29日  | 8    |
| 2代  | 白井悠介の「前略、僕の部屋から」                  | 2015年6月5日   | 2015年7月31日  | 9    |
| 3代  | 内田雄馬のChange You Mind                         | 2015年8月7日   | 2015年9月25日  | 8    |
| 4代  | 小林裕介のStarry Night                            | 2015年10月2日  | 2015年11月27日 | 9    |
| 5代  | 山谷祥生の人生山あり谷あり                        | 2015年12月4日  | 2016年1月29日  | 9    |
| 6代  | 田丸篤志のまるっとたまる                          | 2016年2月5日   | 2016年4月1日   | 9    |
| 7代  | 榎木淳弥の『えのきですがきのこは苦手です。』      | 2016年4月8日   | 2016年5月27日  | 8    |
| 8代  | 古川慎ののんびりどうぞ                            | 2016年6月3日   | 2016年7月29日  | 9    |
| 9代  | 上村祐翔の言うとおり！                            | 2016年8月5日   | 2016年9月30日  | 9    |
| 10代 | 山下誠一郎のモブFだった僕がヒーローを目指すラジオ | 2016年10月7日  | 2016年11月25日 | 8    |
| 11代 | 堀江瞬のホリエル黙示録                            | 2016年12月2日  | 2017年1月25日  | 9    |
| 12代 | ランズベリー・アーサーの円卓の王を目指して        | 2017年2月1日   | 2017年3月29日  | 9    |
| 13代 | 千葉翔也のロマンチックミルフィーユ                | 2017年4月7日   | 2017年5月26日  | 8    |
| 14代 | 野上翔のひとりしゃべり うすしお味                 | 2017年6月2日   | 2017年7月28日  | 9    |
| 15代 | 徳武竜也改造計画                                  | 2017年8月4日   | 2017年9月29日  | 9    |
| 16代 | 市川太一の期待値上昇中！                          | 2017年10月6日  | 2017年11月24日 | 8    |
| 17代 | 熊谷健太郎のからぶりラリアット                    | 2017年11月29日 | 2018年1月24日  | 9    |
| 18代 | 深町寿成のふかまち役場広報課                      | 2018年2月2日   | 2018年3月20日  | 9    |
| 19代 | 伊東健人のI to You from Tokyo                     | 2018年4月6日   | 2018年5月25日  | 8    |
| 20代 | 小松昌平のドまじめハイキック                      | 2018年6月1日   | 2018年7月27日  | 9    |
| 21代 | 天﨑滉平のオタク探訪                              | 2018年8月3日   | 2018年9月28日  | 9    |
| 22代 | 駒田航 K-WAVE Radio                               | 2018年10月5日  | 2018年11月30日 | 9    |
| 23代 | 石谷春貴の無理せず程よく頑張りましょう            | 2018年12月7日  | 2019年1月25日  | 8    |
| 24代 | 菊池勇成のラジオ伝説タケル                        | 2019年2月1日   | 2019年3月29日  | 8    |
| 25代 | 高塚智人のポンコツプリンスオンライン              | 2019年4月5日   | 2019年5月31日  | 9    |
| 26代 | 矢野奨吾とおしゃべりしようご！                    | 2019年6月7日   | 2019年7月26日  | 8    |
| 27代 | 狩野翔のラジオ仮免取得中！                        | 2019年8月2日   | 2019年9月27日  | 9    |
| 28代 | 益山武明の熱弁道場                                | 2019年10月4日  | 2019年11月29日 | 9    |
| 29代 | 濱野大輝のクソ普通な俺だから                      | 2019年12月6日  | 2020年1月31日  | 9    |
| 30代 | 汐谷文康解剖白書                                  | 2020年2月7日   | 2020年3月27日  | 8    |
| 31代 | 梶原岳人の岳問のすすめ                            | 2020年4月3日   | 2020年5月29日  | 9    |
| 32代 | 葉山翔太のONE MAN SHOW                            | 2020年8月7日   | 2020年9月24日  | 8    |
| 33代 | 小林千晃の千折不撓                                | 2020年10月2日  | 2020年11月27日 | 9    |
| 34代 | 榊原優希のさかきはらじお                          | 2020年12月4日  | 2021年1月29日  | 9    |
| 35代 | 石毛翔弥は生きづらい                              | 2021年4月9日   | 2021年5月28日  | 8    |
| 36代 | 週刊・阿座上洋平を作る                            | 2021年6月4日   | 2021年7月30日  | 9    |
| 37代 | 大塚剛央 のんびり散歩でもしませんか               | 2021年8月6日   | 2021年9月24日  | 8    |
| 38代 | 重松千晴の晴れのち晴れ                            | 2021年10月1日  | 2021年11月26日 | 9    |
| 39代 | 土田玲央の「れい王による国営放送」                | 2021年12月3日  | 2022年1月28日  | 9    |
| 40代 | 新祐樹の昨日の自分を超えていけ                    | 2022年2月4日   | 2022年3月25日  | 8    |
| 41代 | 土屋神葉のゆっくりまったりゆったり話そ。          | 2022年4月1日   | 2022年5月27日  | 9    |
| 42代 | 宮﨑雅也の～お風呂沸いたよ～                      | 2022年6月3日   | 2022年7月29日  | 9    |
| 43代 | 今井文也のNOW is the time                         | 2022年8月12日  | 2022年9月30日  | 8    |
| 44代 | 坂田将吾と誇り高き陰の者の集い                    | 2023年4月7日   | 2023年5月26日  | 8    |
| 45代 | 戸谷菊之介のとやかく言わずに聞くのすけ！          | 2023年6月2日   | 2023年7月28日  | 9    |
| 46代 | 大野智敬 智のWAを敬げよう                         | 2023年8月4日   | 2023年9月29日  | 9    |

## 各番組のコーナー

### 斉藤壮馬のSOマニアック!
エンタメソマリエ
斉藤がリスナーの注文に沿ったマニアックなエンタメをオススメする。
罵叱褒励（ばしほうれい）
リスナーの悩み相談に対して、斉藤が「罵倒する」「叱る」「褒める」「励ます」のどれかで回答していく。

### 白井悠介の「前略、僕の部屋から」
ROAD TO BAR
BARに興味があるもののまだ行った事が無い白井が、いつかは行けるようにBARについての知識・テクニックを学んでいく。
インスタント特技
白井に新しく身に付けて欲しい特技をリスナーから募集し、白井が実践していく。

### 内田雄馬のChange You Mind
雄馬の自由時間
内田が1つのテーマに対して深く語っていく。
新生・内田雄馬!!
内田が新しい自分を見つける為に、今まで挑戦してこなかった分野や新たな資格に挑んでいく。

### 小林裕介のStarry Night
小林アカデミー
小林が1つのテーマについて思う存分に学習していく。
小林的、ポジティブお悩み相談
リスナーの悩み相談に対して、小林がポジティブに回答していく。

### 山谷祥生の人生山あり谷あり
山谷的ラジオレッスン
ラジオパーソナリティが今回初めての山谷が、ラジオにおいての様々な知識を身に付けていく。
山谷ルール
リスナーから募集した「自分ルール」を紹介する。
山谷のよもやまばなし
毎回1つのテーマについてゆったりと話していく。

### 田丸篤志のまるっとたまる
田丸クエスト
番組オリジナルすごろく「田丸クエスト」に挑戦していく。
田丸の○○ランキング
リスナーから募集した様々なランキングを発表していく。

### 榎木淳弥の『えのきですがきのこは苦手です。』
カフェ・ド・エノキ
榎木が架空の喫茶店のマスターという設定の元で、ラジオ内で経営をしていく。
ハイテンションチャレンジ
榎木がテンションを上げて様々なチャレンジをしていく。

### 古川慎ののんびりどうぞ
妄想47都道府県制覇!
リスナーからふるさと自慢を募集し、古川が旅行した気分になっていくコーナー。
古川レベルアップ!
毎回1つのテーマについて学んでいき、古川の生活レベルを上げていく。

### 上村祐翔の言うとおり!
ゆうと先生のマンツーマンレッスン
教員免許所持の上村がリスナーの先生となり、上村自身の事を伝えたり、生徒であるリスナーの質問に答えたりする。
フレッシュマンゆうと
年齢的に社会人1年生にあたる上村が社会人としてのマナー・常識・知識をクイズ形式で学んでいくコーナー。
緑色のあいつは一体!?
緑色が大好きな上村が、キーワードを頼りにしてそれがどんな緑色のものを表しているのかを当てるコーナー。

### 山下誠一郎のモブFだった僕がヒーローを目指すラジオ
語れ!トークヒーロー誠一郎
特撮好きな山下がトークヒーローを目指すべく、制限時間を設けて特撮トークを繰り広げるコーナー。
今日の書
書道が特技である山下が、ラジオ収録毎にその日の感想を書にしたためていくコーナー。
山下さん決めてください
リスナーから募集した二択の悩み相談を、山下が30秒以内で解決していくコーナー。

### 堀江瞬のホリエル黙示録
短期集中!ラジオゼミ!!
ラジオ聴取が趣味である堀江が、パーソナリティとしての実際の体験でどうなるかを検証していく。
瞬間ポエム
詩を書くことが趣味である堀江が、リスナーから募集したポエムを紹介しつつ、同じお題で堀江がポエムを披露する。
ホリエルを笑わせろ!
リスナーから堀江が笑ってしまいそうなネタを募集・発表し、実際に堀江が笑うのか否かの反応を見て、笑いのツボを探っていく。

### ランズベリー・アーサーの円卓の王を目指して
アーサー王目安箱
リスナーから、番組への要望・悩み・愚痴などを募集し、ランズベリーが「王」に成りきって回答していく。
王の遊び場
ランズベリーが好きな事について語っていくコーナー。
王への試練
リスナーからランズベリーへの無茶振りを募集し、挑戦していくコーナー。

### 千葉翔也のロマンチックミルフィーユ
ひとりでやってみましょうや!
家事全般が苦手な千葉が、家事を少しでも出来るようになるために実際に挑戦・検証をしていく。
青春日記
リスナーから「日常が垣間見えるような日記」と「それを今の自分が振り返ったコメント」を募集して紹介する。
バッチリ解決!ちばしょーだんしつ!
リスナーからの悩み相談に対して千葉が解決していく。

### 野上翔のひとりしゃべり うすしお味
黒歴史グランプリ
リスナーから自身の黒歴史を募集する。
翔野上のどうでもいい話
リスナーから「どうでもいい話」を募集する。「どうでもよくない話」を紹介してしまった場合は野上が罰ゲームを受ける。
CV：野上翔
リスナーから中二病的な設定を募集し合い、ひとつのキャラクターを作り上げていく。

### 徳武竜也改造計画
徳武竜也の無茶ぶり改造室
リスナーから募集した無茶振りに徳武が応えていく。
徳武竜也の探求道!
徳武が好んでいる事・気になる事についてトークをしていく。

### 市川太一の期待値上昇中！
3・2・いちかわさん!
リスナーからの質問・疑問に市川が3秒で答えていく。
喜怒哀楽市川太一
ランダムで決まった「喜怒哀楽」についてのトークをしていく。

### 熊谷健太郎のからぶりラリアット
くまがい懺悔室
リスナーが過去におかした過ち・後悔などの懺悔を熊谷が受け止め、罪を赦していく。熊谷による懺悔の告白もある。
白飯タッグパートナー
熊谷の好物である白いご飯に、合うおかずをリスナーから募集。

### 深町寿成のふかまち役場広報課
ふかまち相談センター
リスナーからの悩み相談に対して深町が独自の視点で解決していく。
ふかまちサブカルチャー振興課
ネット用語などをクイズ形式にし、深町が回答していき知識を深めていく。

### 伊東健人のI to You from Tokyo
専門用語辞典 イトペディア
リスナーから募集した専門用語に対して、伊東があたかも知っているかのように説明をしつつ、様々な分野について学んでいく。
言えば叶う!
各リスナーから送られてきた目標や夢に対し、伊東が応援をしていく。
東京見聞録
東京で生まれ育った伊東が、東京に関する小話をリスナーメールを交えて展開する。

### 小松昌平のドまじめハイキック
小松カルトクイズ
小松の身の回りで起きた出来事をクイズ形式で出題し、リスナーから回答を募集する。
断捨離段蹴り
リスナーから断捨離に関する愚痴や不満を募集する。
おれたちマブダチ!
リスナーとの距離を縮めたい小松が、敬語禁止のタメ口トークをしていくコーナー。

### 天﨑滉平のオタク探訪
瞬間2択クイズ
天﨑が時間制限の2択クイズに挑戦していくコーナー。
東京特許許可局長 天﨑
早口言葉に挑戦していくコーナー。
ずっと天﨑のターン!
天﨑が毎回一つのテーマに対して好きなだけ語っていくコーナー。

### 駒田航 K-WAVE Radio
コマダカタル
駒田が毎回テーマを決めて語っていくコーナー。
お悩み相談コーナー
駒田航がリスナーの悩みに真剣に答えるコーナー。稀に電話で直接リスナーの悩みに相談することもある。

### 石谷春貴の無理せず程よくがんばりましょう
プロフィール補完計画
リスナーから石谷の印象やイメージを募集する。
ハルキホビーチャレンジ
リスナーからおすすめの趣味を募集する。
おしえて!はるき兄
学童保育のアルバイト経験のある石谷に対するちびっこ質問コーナー。
はるきクリニック
リスナーからの怒りエピソードを募集、石谷がその怒りをなだめていく。

### 菊池勇成のラジオ伝説タケル
ネガティブ翌日持ち越さない
コーナー名が座右の銘である菊池が、リスナーからの悩み相談を解決していく。
タケルなんでもランキング
自身のことをより知ってもらうべく、様々なお題のベスト3を発表していく。
ウェブコミソムリエタケル
ウェブコミックを400冊以上読んできた菊池が、おすすめの作品を紹介していく。

### 高塚智人のポンコツプリンスオンライン
高塚プリンスレッスン
リスナーの思う理想の王子様に近づけるようにとのコンセプトの元、クイズに挑戦していく。
ギルドマスター智人
高塚が毎回テーマを決めて語っていく。
日々感謝
リスナーから寄せられた身の回りの人・物事・商品などへの感謝のメッセージを、高塚が代読する。

### 矢野奨吾とおしゃべりしようご!
矢野さん、どうでしょう?
リスナーからの質問に答えていく。
なんでやの!
リスナーから募集したボケネタに対して、矢野がツッコミをいれていく。
やさしさライセンススクール
リスナーからキツめの名言やセリフを募集し、矢野がやさしい言葉へ言い換えていく。

### 狩野翔のラジオ仮免取得中!
狩野オカルトラボ
リスナーからオカルト体験談を募集し、狩野が診断・解説していく。
目標掲示板
リスナーから自身の掲げる目標を募集し、狩野が応援の言葉をかけていく。
メールテーマ「休日何してる?」
リスナーから自身の休日の過ごし方を募集する。

### 益山武明の熱弁道場
益山オタク塾
益山が毎回テーマを決めて語っていくコーナー。
益山しごと塾
リスナーから仕事に関するエピソードを募集する。
益山ずぼら塾
リスナーからずぼらエピソードを募集し、その度合に応じて白帯、黒帯、師範代の三段階で判定していく。

### 濱野大輝のクソ普通な俺だから
新・濱野大輝
リスナーから、濱野が今まで聞かれたことがないであろう質問を募集し、回答していく。
お悩み解決ストライカー
リスナーの悩み相談に対して、濱野がアドバイスする。
スイートボイスラボ
リスナーから募集した「言ってほしい台詞」を、濱野が甘い台詞として披露する。

### 汐谷文康解剖白書
ぼくのわたしのふーみん
リスナーから理想の汐谷像を募集し、合っているか・今後実践してみたいかを汐谷が判定していく。
汐谷レコメンド
汐谷が毎回テーマを決めて語っていくコーナー。
Hello! I am Fumiyoshi
英語を喋れるようになりたい汐谷が、リスナーから募集した簡単な質問（言語は日本語）に対して英語のみで回答していく。

### 梶原岳人の岳問（がくもん）のすすめ
なんでもガクトーク
リスナーから寄せられたテーマについて、梶原が1分間トークする。
本当にあった（かもしれない）恋バナ
リスナーから募集した恋愛エピソード（創作可）を発表していく。
たのしいネガティブ生活
リスナーからネガティブなエピソードを募集し、梶原がそのネガティブ度合いを3段階で判定していく。

### 葉山翔太のONE MAN SHOW
作詞・作曲：葉山翔太
曲のアイディアを募集しながら、2か月をかけてオリジナル曲を1曲完成させていく。
葉山キャラクターショー
登場人物やシチュエーションをくじびきで決定し、葉山がアドリブで演じていく。
葉山画伯の絵描き歌スタジオ
リスナーからオリジナルの絵描き歌を募集し、何の絵描き歌かを知らない状態で葉山が描いてみるコーナー。

### 小林千晃の千折不撓（せんせつふとう）
千晃くん、あのね
リスナーから寄せられた悩みや疑問、質問、日常の報告に対し、小林が真摯に向き合っていく。
小林・千夜一夜物語
小林のトーク力と見聞を広めるべく、リスナーから募集したお題やキーワードについて小林が話しを広げていく。
これからのアイスの話をしよう
大のアイス好きという小林が、リスナーから寄せられたアイス情報を紹介していく。

### 榊原優希のさかきはらじお
ようがあります、少し時間をください
洋画好きの榊原がおすすめの作品を毎回1作品ピックアップして紹介していく。
慎重なのも大事
リスナーから「ネガティブ」に関するメールを募集し、実はネガティブという榊原が寄り添い、共感し、ネガティブであることを肯定していく。
帰ってきた絵描き歌スタジオ
リスナーからオリジナルの絵描き歌を募集し、何の絵描き歌かを知らない状態で榊原が描いてみるコーナー。